# Scinax atratus
Scinax atratus är en groddjursart som först beskrevs av Peixoto 1989.  Scinax atratus ingår i släktet Scinax och familjen lövgrodor. IUCN kategoriserar arten globalt som otillräckligt studerad. Inga underarter finns listade i Catalogue of Life.